# Boarmia pudenda
Boarmia pudenda là một loài bướm đêm trong họ Geometridae.